# Rockstar North
Rockstar North Ltd. (Rockstar Games UK Limited; anteriormente DMA Design Limited y Rockstar North Limited) es un desarrollador de videojuegos británico y un estudio de Rockstar Games con sede en Edimburgo. El estudio es conocido por crear las series Lemmings y Grand Theft Auto, incluido Grand Theft Auto V, el segundo juego más vendido y el producto de entretenimiento más rentable de todos los tiempos.
David Jones fundó la empresa como DMA Design en 1988 en su ciudad natal de Dundee. Durante sus estudios, desarrolló el juego Menace y llegó a un acuerdo de publicación de seis juegos con Psygnosis, que lanzó Menace en octubre de 1988. Mientras hacía su secuela, Blood Money, Jones lo abandonó y contrató a varios de sus amigos, incluido Mike Dailly. Steve Hammond y Russell Kay, a quienes conoció en el Kingsway Amateur Computer Club y abrieron las primeras oficinas de la empresa encima de una antigua tienda de pescado y patatas fritas en 1989. Tras el exitoso lanzamiento de Lemmings en 1991, el estudio se expandió rápidamente y se mudó a oficinas adecuadas, después de lo cual Kay se fue para fundar Visual Sciences. Varias expansiones y secuelas de Lemmings más tarde, All New World of Lemmings de 1994 fue el último juego de DMA Design en la serie y el último con Psygnosis.
Es la principal desarrolladora de la serie Grand Theft Auto, incluyendo Grand Theft Auto III, Grand Theft Auto: Vice City, Grand Theft Auto: San Andreas, Grand Theft Auto: IV y Grand Theft Auto V.

## Historia

### Formación
El nombre de DMA fue originalmente tomado de los manuales de programación simple de Amiga, ya que sonaba bien y realmente no significaba nada relevante. Las iniciales más tarde fueron adaptadas para que significasen "Acceso directo a la mente" (Direct Mind Access), en términos de un juego de ordenador sería "Acceso directo a la memoria" (Direct Memory Access) (sin embargo esto nunca se hizo oficial) y "Arte moderno de Dundee" (Dundee Modern Arts), antes del traslado a Edimburgo. Se reconsideraron otros nombres como "Viaje Visual" (Visual Voyage) y "Alias Smith y Jones". Como broma, los diseñadores de DMA suelen decir que el nombre significa: "Doesn't Mean Anything" (no significa nada).

### Finales de los años 1980:MenaceyBlood Money
A finales de los años 1980 DMA firma con la influyente Psygnosis, y se anota dos éxitos muy tempranos con Menace y Blood Money- que consiguen la atención de jugadores y críticos que hacen referencia a la gran calidad gráfica y el nivel de dificultad. Estos juegos debutan en Amiga, la principal plataforma de Europa, posteriormente saldrían para Commodore 64, siendo publicados inmediatamente después; más tarde sería seguido por la versión de MS-DOS y Atari ST.

### Principios de los años 1990:Lemmings,Body HarvestyGrand Theft Auto
DMA dio un gran paso adelante, llegando en los años 1990 Lemmings, un juego de rompecabezas que obtuvo cerca de 20 millones de copias vendidas en 21 sistemas diferentes (debutando como siempre para Amiga y ampliándose la gama para otras mayores plataformas como NES y Macintosh y para formatos poco conocidos, como FM Towns y el Philips CD-i). Algún tiempo después, DMA, fue leal a Lemmings con sus secuelas (Oh No! More Lemmmings, Lemmings 2: The Tribes, All New World of Lemmings, y dos ediciones especiales de temática navideña (Holiday Lemmings); aunque también sacaron a la venta dos títulos originales: en 1993 Walker (un shooter de alta tecnología que te permitía moverte de costado) y en 1994 Hired Guns (un innovador juego en primera persona de estrategia). Otras secuelas de Lemmings fueron patrocinadas, como Lemmings Paintball y Lemmings 3D, que aparecieron a finales de los 90, pero fueron producidas sin la participación de DMA.
En 1994 Uniracers, un plataformas en 2D de carreras con gran énfasis en las acrobacias, fue el primer juego de la empresa en debutar en una consola (Super Nintendo). Publicado por Nintendo, aunque siendo el primer juego de DMA hecho con Psygnosis (Psygnosis fue comprado por Sony en 1993) ellos publicaron Menace, y fue el comienzo de lo que sería por un tiempo una buena relación con la gigantesca consola japonesa.

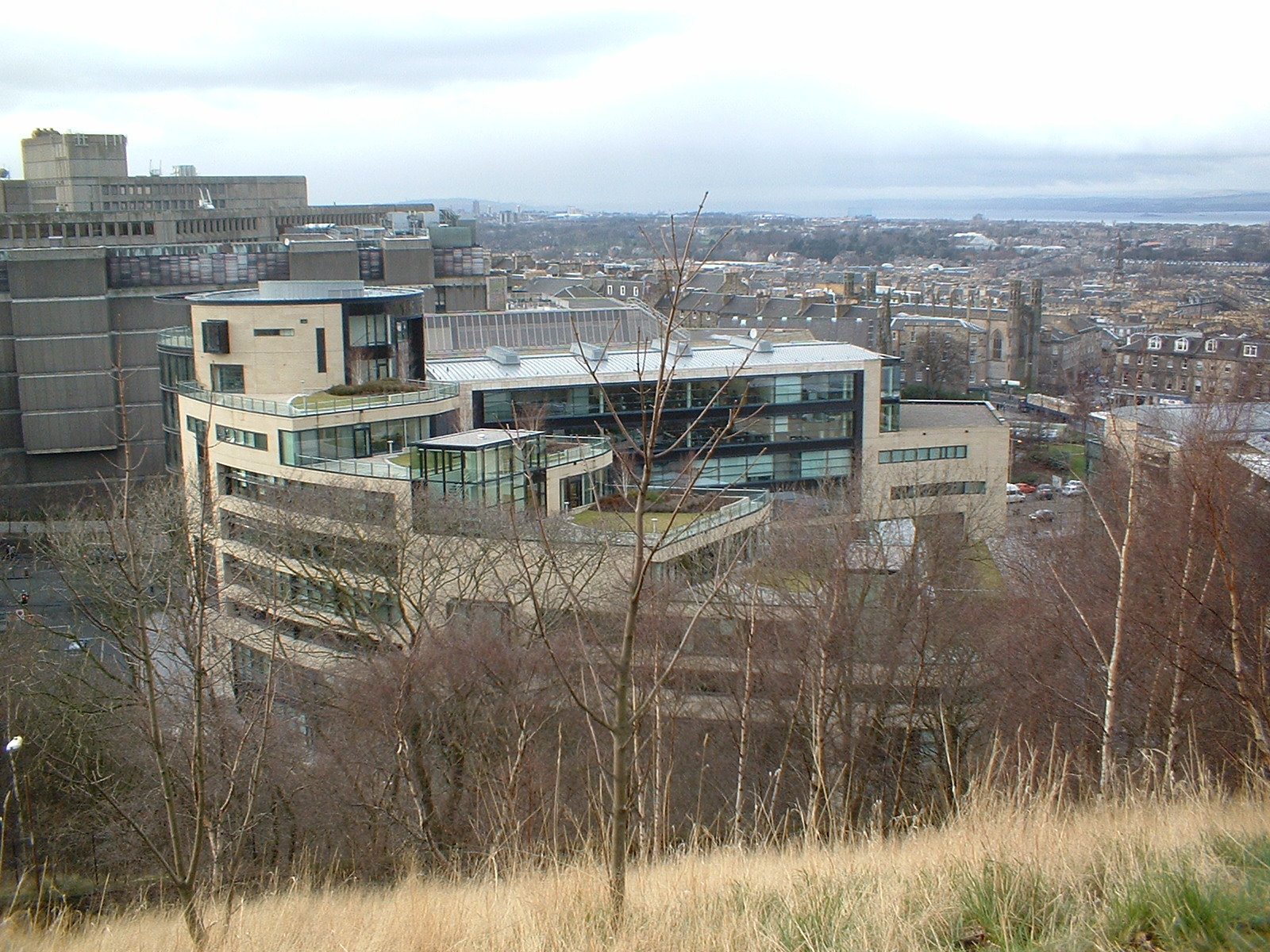
Estudios de Rockstar North en Edimburgo, Escocia.

Tras los gastos experimentados con varias consolas de nueva generación (particularmente la 3DO), DMA fue propuesta por Nintendo para participar en el "Dream Team" de desarrolladores de Ultra 64 (después renombrada a Nintendo 64), al lado de otros desarrolladores como Rare, Paradigm, Midway Games y LucasArts. Con estos colaboradores, DMA produce un título exclusivo de la Nintendo 64 que Nintendo publicaría. El resultado de esta colaboración fue Body Harvest, un juego de acción peculiar en tercera persona en 3D, con un argumento sobre la llegada de alienígenas a la Tierra y de varios puntos de la historia en los que debería recogerse comida para la humanidad. Sin embargo, mientras Psygnosis tomaba una política de no intervención propuesta hacia los desarrolladores externos, Nintendo fue muy exigente, requiriendo un número de mayores revisiones del diseño original (más dirigido a la adición de un rompecabezas y con elementos roleros, intentando hacer el juego más atractivo al mercado japonés). El juego sufrió numerosos retrasos, y Nintendo finalmente decidió abandonar los planes de publicación. Midway luchó por los derechos y finalmente lo lanzó en 1998, cerca de tres años después de que el juego fuera mostrado por primera vez para Nintendo 64. La reacción fue muy favorable, en particular por la innovación de los juegos con la libertad en el juego, aunque muchos jugadores criticaron el apartado gráfico (no cabía duda de que el resultado no era el adecuado para el tiempo de producción que había necesitado).
En este intervalo de tiempo, la empresa lanzó (bajo el efímero de BMG Interactive label) Grand Theft Auto para PC y PlayStation, con el mecanismo de juego de Body Harvest aplicado al control de los vehículos en un entorno que se veía con una vista cenital en 2D, poniendo al jugador en el personaje de un mezquino ladrón que trabaja para abrirse camino en un ranking criminal en tres ciudades ficticios, de Estados Unidos: Liberty City, Vice City y San Andreas. A pesar de los gráficos retro y del humor irónico, GTA (como es conocido), no consiguió acallar la controversia de su violencia, con el Daily Mail llamando a una rotunda prohibición del juego. El alboroto sin duda contribuyó a que GTA tuviese más éxito que Lemmings, pero una característica más distintiva era el increíble grado de libertad que ofrecía al jugador, junto a esto, explorar completamente las ciudades y una docena de misiones. El segundo título de DMA para Nintendo 64, Space Station Silicon Valley, fue un título al que se le añadieron características como un ambiente en 3D y unos animales robóticos, con algunas habilidades únicas, como hacer volar ovejas y ponerse el caparazón de las tortugas, en lugar de utilizar coches y camiones.

### Finales de los años 1990: un cambio de publicadores
En 1997 DMA fue comprada por Gremlin Interactive, con Jones como Director Creativo de la empresa recién nacida. Gremlin publicó dos títulos DMA, la versión británica de Body Harvest y la versión para PC de Wild Metal Country, un aparentemente simple juego de combates de tanques con un complejo control de combinaciones y un extremado realismo físico. No obstante en torno a 1999 Gremlin fue adquirida por Infogrames por 24 millones de libras. Lo complicado de esta venta fue la preexistencia de un acuerdo entre DMA y BMG Interactive, quien publicó la primera versión de Grand Theft Auto. Por 1999, habían, en medio de algunos movimientos complicados financieros, llegado a ser parte de Rockstar Games, una filial de Take-Two. Rockstar publicó una versión de Wild Metal Country para Dreamcast (renombrada simplemente a Wild Metal) y Grand Theft Auto 2 para PC, PlayStation y Dreamcast.
Antes de convertirse DMA en parte de Rockstar, Jones fundó un nuevo estudio desarrollador en Dundee que fue subsidiario de Rage Software. A través de un movimiento de adquisición, más tarde sería Real Time Worlds.

### Años 2000:Grand Theft AutoyManhunt
Mientras Grand Theft Auto 2 había sido incrementado en mejoras con respecto al original, de acuerdo con la vista en vertical de arriba abajo en 2D y añadidas nuevas características (como el complicado sistema de alianzas y rivalidades de numerosas bandas gánster en el juego),pero en 2001 se lanza Grand Theft Auto III subió un enorme escalón hacia delante,fue una revolución para su época, rompiendo con todo un ciclo dentro de todo el 3D. Fue mejorado con respecto al comienzo de los perfiles de juegos que existían para el software medio de la época; en su caso el motor gráfico Criterion Software's RenderWare. Ello llevó a que empezara a ser PlayStation 2 un gran sistema vendido tanto en Estados Unidos como en Europa; Sony se dio cuenta de que era un éxito seguro, pagó a Rockstar Games por la exclusividad para PS2 por algún tiempo. Rockstar compró completamente DMA, renombrando la empresa a Rockstar North en 2002. Algunos años después se lanzó la versión para PC de GTA III, además de Grand Theft Auto: Vice City para PS2, que conservaba el motor y lo esencial del sistema de juego de Grand Theft Auto III, el cual añadía un número de refinamientos (una gran lista de actores de Hollywood que interpretaban las voces de los personajes). En 2003, la empresa lanzó para PC Grand Theft Auto: Vice City, además de dos packs con GTA III y Vice City para la consola de Microsoft Xbox (adaptada por Rockstar Vienna).
Manhunt fue lanzado para PS2 en 2003. El juego contenía violencia, sigilo y aventura en un aparentemente condenado a morir en un corredor de la muerte, que se busca ser una estrella del cine en una nueva película en la que muere el protagonista, huyendo de asesinos expertos en una continua lucha por su propia supervivencia. Rockstar North lanzó Grand Theft Auto: San Andreas para PS2 en octubre de 2004 y Grand Theft Auto Advance para Game Boy Advance en ese mismo mes , y sacó las versiones de GTA San Andreas para Xbox y PC en 2005.
Grand Theft Auto: Liberty City Stories, una nueva entrega para PlayStation Portable, fue lanzada en octubre de 2005. Fue desarrollada por Rockstar Leeds, bajo la supervisión de Rockstar North. Fue lanzada para PS2 con características un poco distintas, se mejoró la distancia y vista de la entrega para PSP. Un segundo título para PSP de la serie Grand Theft Auto, Grand Theft Auto: Vice City Stories, fue desarrollado por Rockstar Leeds, bajo la supervisión de Rockstar North como la anterior entrega para PSP, y lanzado en octubre de 2006. Fue lanzado igualmente para PS2 un tiempo después.
Rockstar North continuó trabajando con Grand Theft Auto IV, que fue lanzado el 29 de abril de 2008 para PlayStation 3 y Xbox 360 y el 2 de diciembre de 2008 en Norteamérica y el 3 de diciembre en Europa para PC. El videojuego se convirtió en uno de los mayores éxitos de la historia de los videojuegos, lo que propició dos contenidos descargables, Grand Theft Auto IV: The Lost and Damned, que fue lanzado el 17 de febrero de 2009, y Grand Theft Auto: The Ballad of Gay Tony, que fue lanzado el 29 de octubre de 2009..

### Proyectos inacabados
La historia de DMA está marcada también por serios acontecimientos en sus proyectos que fueron secuencialmente cancelados en medio de sus desarrollos: Las versiones para Nintendo 64 de Wild Metal Country y el GTA original; Clan Wars (un juego en tiempo real en 3D, de construcción de castillos y asedios de estos en una Escocia medieval); Attack! (un juego basado en un troglodita para Nintendo 64); y un lanzamiento de Epic Games para PC golpeado por Unreal para Nintendo 64.

## Videojuegos

### Como DMA Design
- Menace (1988) (Amiga, ST y PC)
- Ballistix (1989) (MSDOS, C64, TG16)
- Blood Money (1989) (Amiga, ST y C64)
- Lemmings (1990) (Amiga, CDTV, MS-DOS, ST, Spectrum, CD-I, Lynx)
- Shadow of the Beast (1991) (C64, TG16-CDROM)
- Oh No! More Lemmings (1991) (Amiga, ST, MS-DOS)
- Walker (1993) (Amiga)
- Hired Guns (1993) (Amiga, MS-DOS)
- Holiday Lemmings 1993 (1993) (MS-DOS)
- Lemmings 2: The Tribes (1993) (Amiga, MS-DOS, SNES)
- All New World of Lemmings (1994) (Amiga, MS-DOS, 3DO) (Publicado en Estados Unidos como The Lemmings Chronicles)
- Holiday Lemmings 1994 (1994) (MS-DOS)
- Unirally (1994) (SNES) (Publicado en Estados Unidos como Uniracers)
- Kid Kirby (octubre 1995) (Super Famicom) (No lanzado)
- Grand Theft Auto (1997) (PS1, GBC, PC)
- Body Harvest (1998) (N64)
- Space Station Silicon Valley (1998) (N64)
- Grand Theft Auto: London 1969 (1999) (PS1, PC) - Expansión para Grand Theft Auto
- Grand Theft Auto: London 1961 (1999) (PC) - Expansión gratuita para Grand Theft Auto: London 1969
- Grand Theft Auto 2 (1999) (PS1, Dreamcast, GBC, PC)
- Tanktics (1999) (PC, PS1)
- Wild Metal Country (1999) (PC)
- Wild Metal (1999) (Dreamcast)
- Grand Theft Auto III (2001) (PS2, Xbox)

### Como Rockstar North
- Grand Theft Auto III (2002) (PS2, Xbox & PC) (iOS,  Android & Fire OS en 2011)
- Grand Theft Auto: Vice City (2002) (PS2, Xbox & PC) (iOS, Android & Fire OS en 2012)
- Manhunt (2003) (PS2, Xbox & PC)
- Grand Theft Auto: San Andreas (2004) (PS2, Xbox, PC) (iOS, Android, Fire OS & Windows Phone en 2013)
- Grand Theft Auto: Liberty City Stories (2005) (PSP, PS2) (con Rockstar Leeds) (iOS, Android & Fire OS en 2015)
- Grand Theft Auto: Vice City Stories (2006) (PSP, PS2) (con Rockstar Leeds)
- Manhunt 2 (2007) (PS2, PSP, Wii) (con Rockstar London, Rockstar Leeds y Rockstar Toronto)
- Grand Theft Auto IV (2008) (PS3, Xbox 360 & PC) (con Rockstar Toronto & Rockstar New England)
- Grand Theft Auto IV: The Lost and Damned (2009-2010) (Xbox 360, PS3, PC) (con Rockstar Toronto)
- Grand Theft Auto: Chinatown Wars (2009) (Nintendo DS, PSP) (con Rockstar Leeds)
- Grand Theft Auto: The Ballad of Gay Tony (2009-2010) (Xbox 360, PS3, PC) (con Rockstar Toronto)
- Red Dead Redemption (2010) (Xbox 360, PS3) (con Rockstar San Diego & Rockstar Studios)
- Red Dead Redemption: Undead Nightmare (2010) (PS3 & Xbox 360)  (con Rockstar San Diego)
- L.A. Noire (2011) (PS3 & Xbox 360) (con Team Bondi & Rockstar Studios)
- Max Payne 3 (2012) (PS3 & Xbox 360) (con Rockstar Vancouver & Rockstar Studios)
- Grand Theft Auto V (2013) (PS3, Xbox 360, PS4, Xbox One & Microsoft Windows) (con Rockstar Studios & Rockstar Toronto)
- Agent (aún no liberado) (PS3)
- Red Dead Redemption 2 (2018) (PS4 & Xbox One) (con Rockstar Studios)
- Grand Theft Auto VI (2026)